# Csatány

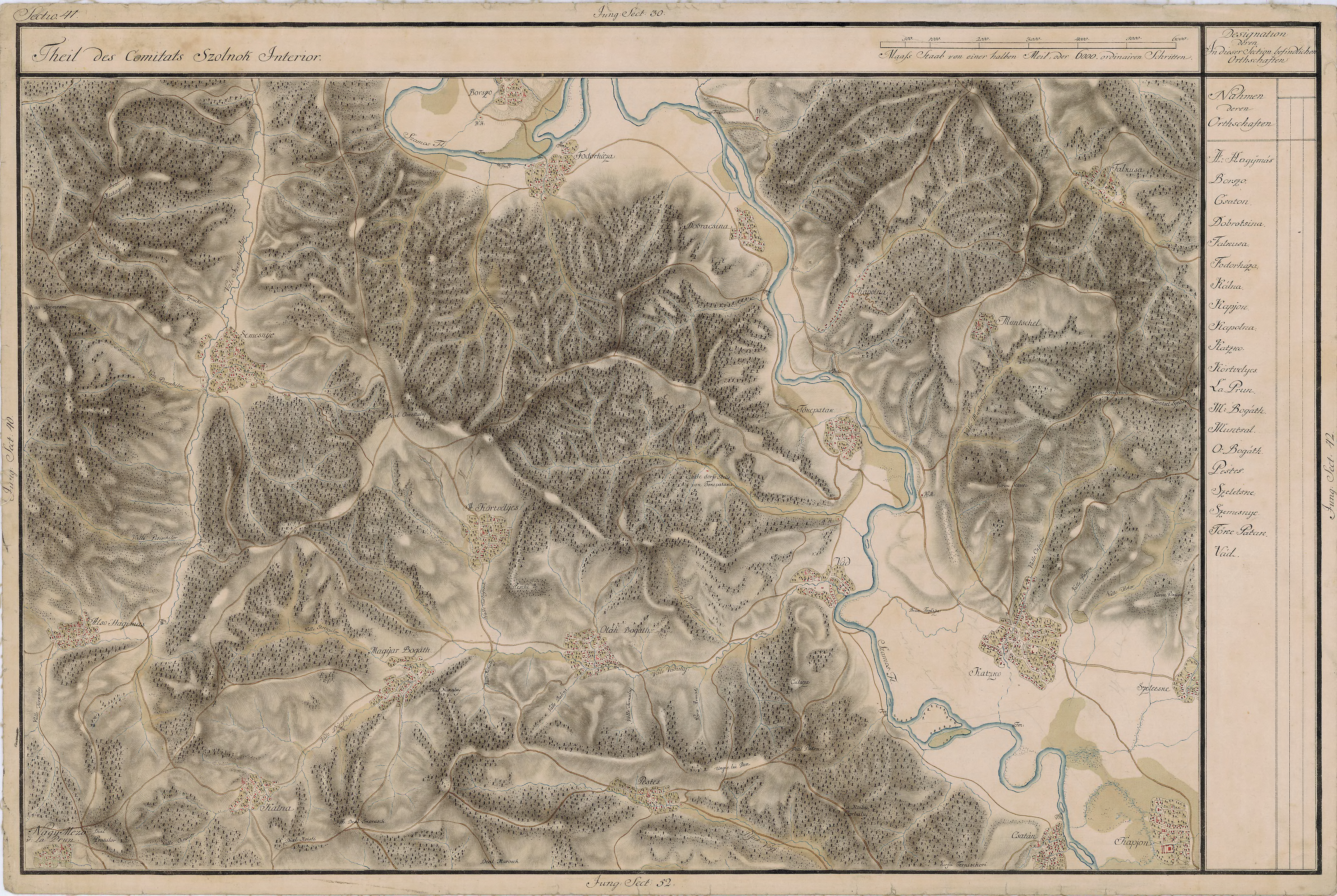
Csatány egy régi térképen

Csatány románul: Cetan, falu Romániában, Erdélyben, Kolozs megyében.

## Fekvése
Déstől északnyugatra, a Szamos bal parti úton fekvő település.

## Története
Csatány nevét 1540 említette először oklevél Chyatan néven. Későbbi névváltozatai: 1733-ban Csatán, 1750-ben Csatány, 1808-an Csatány, Csetyán, 1861-beb Csátán, 1888-ban Csatán (Csetau), 1913-ban Csatány.
Csatány kezdetben a Kaplyon nemzetség birtoka lehetett, mert a Kaplyon nemzetség birtokai kiterjedtek a Szamoson innen és túl egyaránt. E birtokot László erdélyi vajda foglalta el tőlük, kitől a királyra szállt, így juthattak hozzá a désiek, illetőleg désaknaiak.
1607-ben Dés város birtoka. 1675-ben a gyulafehérvári országgyűlés Dés és a kaplyoni földesúr közt ennek itteni gátja miatt huzamos időtől fogva peres ügye és viszálya eligazítására Teleki Mihályt, Bethlen Gergelyt, Sárpataki Mártont, Mikes Kelement, Lázár Istvánt, Sárosi és Bodoni Györgyöt és Torma Istvánt küldte ki. 1694-ben kincstári birtoknak írták, 1786-ban Dés város birtokai közé tartozott. 1788-ban a kincstár a hűtlenné lett Diószeghi Sámuel itt levő földjeit elfoglalta. Az 1750-es hivatalos összeíráskor Dés város birtoka volt, határának nagy része a Szamos mellett feküdt ez a rész eléggé termékeny, míg a hegyen fekvő határrész terméketlen volt. 1820-ban birtokosa Dés városa volt.
Csatányt Dés város telepítette és népesítette be az ide 1592 után szökött jobbágyokkal, de vásárlás útján is szaporította lakosait. Nevükből is következtethetően kezdetben oláh, magyar vegyesen lakta; túlnyomólag oláhságból állott, mely a kevesebb magyarságot magába olvasztotta.
Az 1848–49-es forradalom és szabadságharc alatt; 1848 november 25-én a dési ütközetkor Katona Miklós táborából 9 honvédhuszár a községen át akart menekülni, de megtámadták, közülük egyet lekoncoltak, 8 pedig a vízbe fulladt.
A trianoni békeszerződés előtt Szolnok-Doboka vármegye Dési járásához tartozott. 1910-ben 787 lakosából 768 román, 19 magyar volt. Ebből 769 görögkatolikus, 17 izraelita volt.